# Lady Blue
Pour l’article homonyme, voir Blue Lady (ballet).
Lady Blue est une série policière américaine en un téléfilm de 100 minutes et 13 épisodes de 45 minutes, créée par Robert Vincent O'Neill et diffusée entre le 15 avril 1985 et le 25 janvier 1986 sur le réseau ABC.
En France, elle est diffusée à partir du 15 septembre 1988 sur FR3 et rediffusée à partir d’avril 1994 sur M6.

## Synopsis
L'inspecteur Katy Mahoney, alias Lady Blue, est une femme-flic de Chicago qui a l'intention d'aller plus loin quand elle confronte des criminels.

## Distribution

### Acteurs principaux
- Jamie Rose (VF : Perrette Pradier) : l'inspecteur Katy Mahoney
- Danny Aiello (VF : Bernard Woringer) : le lieutenant Terry McNichols
- Ron Dean (en) : le sergent Gino Gianelli
- Ralph Foody (en) : le capitaine Flynn

### Invités
- Tony Lo Bianco (VF : Daniel Gall) : le sergent Bing Bingham (pilote)
- Ajay Naidu (VF : Jackie Berger) : Paquito (pilote)
- Bibi Besch : Judy Bingham (pilote)
- Jim Brown (VF : Serge Bourrier) : Stoker (pilote)
- Marco Rodríguez : Barranquilla (pilote)
- Katy Jurado (VF : Jacqueline Cohen) : Doña Maria Theresa (pilote)
- Clarice Taylor (VF : Jacqueline Cohen) : Pearl McKinley (épisode 2)
- E.J. Murray (VF : Martine Maximin) : Delores (épisode 2)
- Frank Rice (VF : Pascal Renwick) : Alvin Banger (épisode 2)
- Ira Rogers (VF : Georges Atlas) : Lone Wolf Jackson (épisode 2)
- Craig Hurley (VF : Fabrice Josso) : Tommy Romero (épisode 3)
- Jamie Dawn Gangi (VF : Joëlle Fossier) : Julianna (épisode 3)
- Michael Dickson : Raphael (épisode 3)
- Tery Ferman (VF : Joëlle Fossier) : Della (épisode 4)
- David Oliver (VF : Thierry Ragueneau) : Josh Viland (épisode 4)
- Johnny Depp : Lionel Viland (épisode 4)
- Don Mayo (VF : Daniel Russo) : Vincent Rainey (épisode 4)
- Jodi Wright (VF : Dorothée Jemma) : Marla (épisode 6)
- James 'Ike' Eichling (VF : Jacques Ferrière) : Tom Adams (épisode 6)
- Niles McMaster (VF : Jean Claudio) : le chasseur (épisode 6)
- Ernest Perry Jr. (VF : Pascal Renwick) : le danseur (épisode 6)
- Vince Baggetta : Santana (épisode 8)
- Joel Bailey (VF : Érik Colin) : Damon (épisode 9)
- Jim Ortlieb (VF : Philippe Peythieu) : Thompson (épisode 9)
- Tony Lincoln (VF : Sady Rebbot) : Carlo Marazzano (épisode 10)
- Joe Greco (VF : Jean Barney) : Paul Salvo (épisode 10)
- Sonia Zimmer : Gina (épisode 10)
- Harry Gorsuch (VF : Georges Atlas) : Tony Albin (épisode 10)
- Steve Sandor (VF : Daniel Russo) : Caleb Holbrook (épisode 11)
- Dennis Farina (VF : Daniel Sarky) : Joe Kaufman (épisode 12)
- Brooks Gardner (VF : Michel Vigné) : Waco Broader (épisode 13)
- Jerry Tullos : Scuff Mulligan (épisode 13)
- Nan Woods (VF : Aurélia Bruno) : Willow (épisode 13)
- Ted Levine (VF : Jean-Pierre Moulin) : Bunky (épisode 13)

## Production

### Fiche technique
Sauf indication contraire, les informations mentionnées dans cette section peuvent être confirmées par la base de données cinématographiques IMDb,  présente dans la section « Liens externes ».
- Titre original et français : Lady Blue
- Création : Robert Vincent O'Neill
- Musique : John Cacavas et Larry Cansler
- Décors : Jack De Shields
- Photographie : Jack Priestley, Paul Vromback et Gerrit Drangremond
- Montage : Ronald LaVine, William B. Stich, David Wages, Richard Bracken et Jack Harnish
- Production : Anthony Lawrence, Nancy Lawrence et Herb Wallerstein
- Coproduction : Robert Vincent O'Neill et Mark Rodgers
- Production associée : Christopher Chulack et Christopher Clark
- Production déléguée : David Gerber
- Sociétés de production : David Gerber Productions - MGM / UA Television
- Société de distribution : Sony Pictures Television
- Pays de production :  États-Unis
- Langue originale : anglais
- Format : couleur - 1,33:1 - Son Mono
- Genre : policier
- Durée : 1 × 100 minutes et 13 × 45 minutes

## Épisodes
1. Inspecteur Katy (Pilot) (100 minutes)
2. La Vallée de la mort (Death Valley Day)
3. Roméo et Juliette (Romero and Juliet)
4. Bête de proie (Beasts of Prey)
5. Le Bourreau (The Widow-Maker)
6. Le Tableau de chasse (The Hunter)
7. Amour perdu (Portrait of Death)
8. Terreur (Terror)
9. Le Décorateur blanc (Designer White)
10. Étreinte fatale (Death Grip)
11. Le Dard du scorpion (Scorpio's Sting)
12. Sylvie (Sylvie)
13. Violence (Maximum Force)
14. Terrain mortel (Willow's Cowboy)

## Commentaires
La série comprend 14 épisodes et s'est brutalement arrêtée dû à la censure américaine qui la juge trop violente en cette année-là.

« Je n'ai eu qu'une semaine pour préparer mon rôle, et je n'avais jamais tiré ou même porté une arme avant. J'ai donc été dans un commissariat et appris à tirer en quelques heures. Heureusement, j'étais plutôt douée. (…) Ensuite je suis allée louer la série des Dirty Harry de Clint Eastwood. J'ai aussi acheté une copie d'un 357 magnum et je me suis amusée à imiter Clint. »

— Jamie Rose, dans TV Guide (10-16 août 1985).

## Anecdotes
- Le scénariste Mythic et les dessinateurs Dragan De Lazare et François Walthéry se sont inspirés de Lady Blue pour le physique de leur héroïne de bande dessinée Rubine.